# Кверчанера (Кјети)
Кверчанера (итал. Quercianera) је насеље у Италији у округу Кјети, региону Абруцо.
Према процени из 2011. у насељу је живело 152 становника. Насеље се налази на надморској висини од 387 м.